# Beenie Man
Anthony Moses Davis (Kingston, 22 de agosto de 1973) más conocido como Beenie Man es un cantante jamaicano de reggae.

## Polémica por su homofobia
Las letras de algunas de sus canciones en contra de las personas homosexuales provocaron las protestas de colectivos de derechos humanos. Así, el 18 de julio de 2006 se canceló un concierto en Nueva York en apoyo de la lucha contra el sida al considerarse la presencia de Beenie Man una provocación y temerse enfrentamientos violentos.

Ese mismo año 2007, en Barcelona se consintió su actuación tras comprometerse Beenie Man a no interpretar ninguna de sus canciones homófobas.
Como ya indicó en 2007 después de firmar el Reggaecompassion Act se comprometió a no escribir ni interpretar más canciones de contenido homofóbico.
En 2011, hizo una gira por Europa.

## Discografía

### Álbumes
- 1983: The invincible Beenie Man: the incredible ten year old DJ wonder (1983)
- Cool cool rider (1992)
- Defend it (1994)
- Blessed (1995)
- Guns out with Bounty Killer (1994)
- Maestro (1997)
- Many Moods Of Moses (1997) (Nominado al Grammy)
- Ruff N Tuff (1999)
- The Doctor (1999)
- Y2K (1999)
- The Art & Life (2000)
- Trendsetter (2000)
- Youth Quake (2001)
- Gold - The Very Best Of (2002)
- Tropical Storm (2002)
- Back To Basics (2004)
- Cool Cool Rider - The Roots Of A Dancehall Don (2004)
- Kingston To King Of The Dancehall (2005)
- Its Ah! Beenie (riddim mixtape) (2006)
- Undisputed (2006)

### Sencillos
- "Slam" (1995)

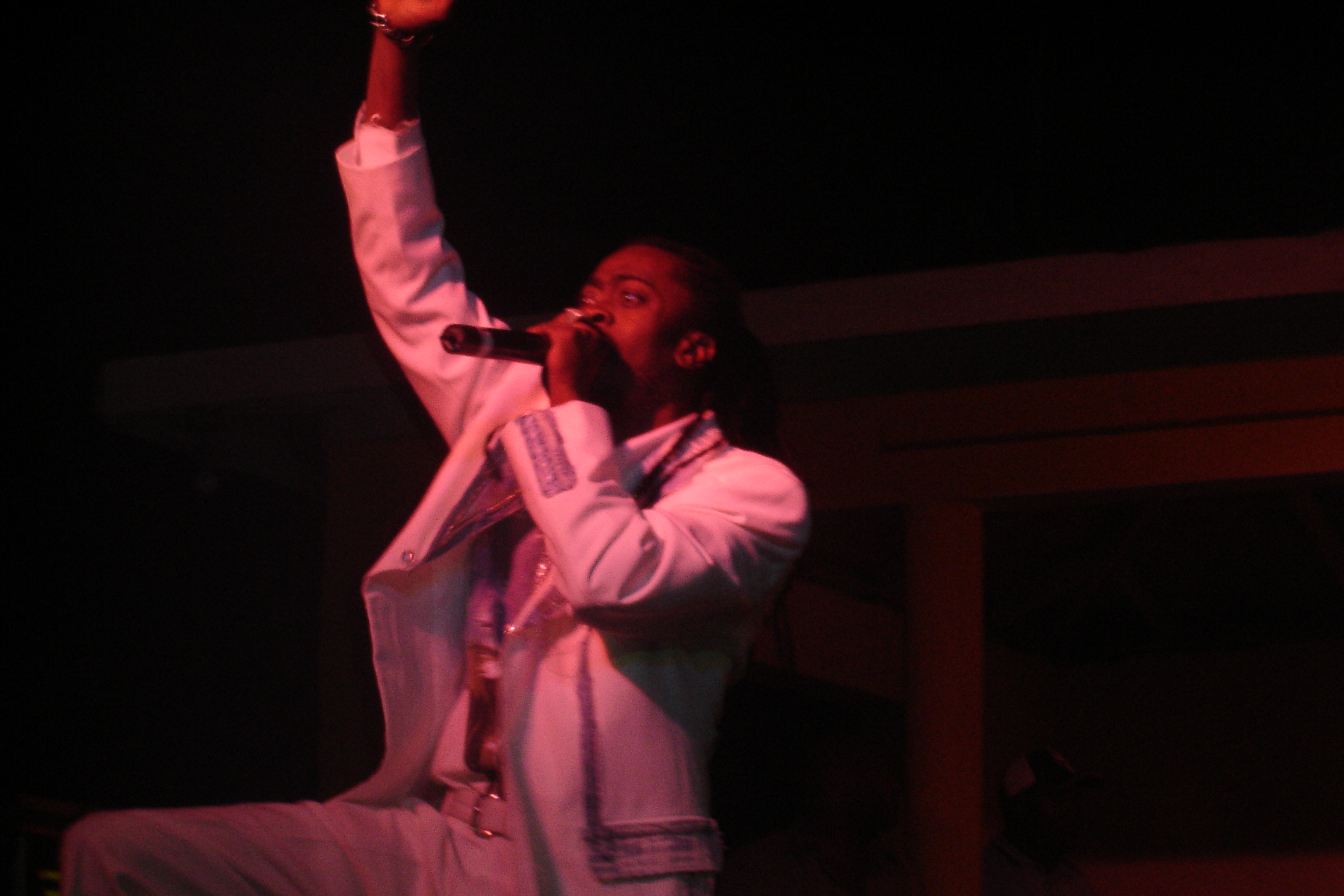
Beenie Man cantando en un recital.

- "Dancehall Queen" (1997) #90 (EE. UU.)
- "Who Am I" (1998) #40 (EE. UU.)
- "Tell Me" (1999)
- "Love Me Now" (2000)
- "Girls Dem Suga" with Mýa (2000) #54 (EE. UU.)
- "I'm Serious" (2001) (T.I. song featuring Beenie Man)
- "Feel It Boy" with Janet Jackson (2002) #28 (EE. UU.)
- "Bossman" with Sean Paul and Lady Saw (2002) (EE. UU.)
- "Dude" with Ms. Thing (2004) #26 (EE. UU.)
- "King of the Dancehall" (2004) #80 (EE. UU.)
- "Compton" (2004) (Guerilla Black song featuring Beenie Man)
- "Girls" with Akon (2006) #47 (UK)
- "Hmm Hmm" (2006)
- "Dancehall Champion" with Kevin Lyttle
- "We Set the Trend"
- "Flow Natural" with Tito "El Bambino", Deevani & Dnes (2006)
- " Belly Danza " Ft. Don Omar (2006)#5
- "Fire" with Julio Voltio